# ناحیه استنلی پل
ناحیه استنلی پل (به لاتین: Stanley Pool District) یک منطقهٔ مسکونی در ایالت آزاد کنگو و کنگوی بلژیک بود که در Stanley Pool واقع شده‌است.